# International Nuclear Information System
Das International Nuclear Information System (INIS) ist das weltweit führende Informationssystem mit Dokumentennachweisen und Dokumenten zur friedlichen Nutzung von Nuklearwissenschaft und -technik. INIS wird von der Internationalen Atomenergie-Organisation (IAEO) in Wien betrieben. Es deckt alle Aspekte der friedlichen Nutzung der Kernenergie und Kerntechnik ab, von Kernreaktoren über Reaktorsicherheit und Kernfusion bis hin zu Anwendungen von Strahlungsquellen und Radionukliden in Medizin, Landwirtschaft oder Industrie. Viele andere verwandte Themen wie Umwelt-, Rechts- und Sozialaspekte im Zusammenhang mit der Kernenergie sowie wirtschaftliche und ökologische Aspekte nichtnuklearer Energiequellen werden ebenfalls behandelt.

## Umfang
INIS unterhält in Zusammenarbeit mit seinen Mitgliedern seit 1970 eine Datenbank mit derzeit über 3,3 Millionen bibliografischen Referenzen und einer Sammlung von 300.000 Volltextpublikationen. Im Jahr 2020 sind 127 Länder und 24 internationale Organisationen INIS-Mitglieder.
INIS erfasst einerseits konventionelle Literatur, die über reguläre Vertriebskanäle wie Bücher und Zeitschriften im Handel erhältlich ist. Ein großer Teil sind andererseits wissenschaftliche und technische Berichte, Patentdokumentationen, Konferenzberichte, Doktorarbeiten und weitere Dokumente, die in die Kategorie der sog. Grauen Literatur fallen, und die anderswo schwer zu bekommen ist.
INIS unterhält einen mehrsprachigen Thesaurus in Arabisch, Chinesisch, Englisch, Französisch, Deutsch, Japanisch, Russisch und Spanisch, der Übersetzungen von Tausenden von Fachbegriffen enthält, die beim Navigieren und Durchsuchen der Sammlung helfen. Gibt man zum Beispiel den Begriff MOLTEN SALT REACTORS ein, kann man sich den deutschen Namen SALZSCHMELZENREAKTOREN anzeigen lassen.

## Zugang
Wegen der Bedeutung eines uneingeschränkten und einfachen Zugangs ist die INIS-Sammlung seit April 2009 online frei verfügbar. Es werden als Suchsprachen Arabisch, Chinesisch, Englisch, Französisch, Deutsch, Japanisch, Russisch und Spanisch angeboten. INIS unterstützt die Open-Access-Initiative und ermutigt alle nationalen Zentren, Quellen offenzulegen und zu nutzen, um die Verfügbarkeit und Aktualität zuverlässiger nuklearer Informationen weltweit zu erhöhen. Der organisatorische Rahmen dazu ist das Global Open Access Portal (GOAP), das von den Regierungen Kolumbiens, Dänemarks, Norwegens und vom US-Außenministerium finanziert wird.